# Oleksii Koliadych
Oleksii Koliadych (27 de febrero de 1998) es un deportista polaco que compite en piragüismo en la modalidad de aguas tranquilas.
Ganó tres medallas en el Campeonato Mundial de Piragüismo entre los años 2022 y 2024, y cuatro medallas en el Campeonato Europeo de Piragüismo entre los años 2022 y 2025.

## Palmarés internacional
| Campeonato Mundial | Campeonato Mundial       | Campeonato Mundial | Campeonato Mundial |
| Año                | Lugar                    | Medalla            | Competición        |
| ------------------ | ------------------------ | ------------------ | ------------------ |
| 2022               | Halifax (Canadá)         | Medalla de oro     | C1 200 m           |
| 2023               | Duisburgo (Alemania)     | Medalla de bronce  | C1 200 m           |
| 2024               | Samarcanda (Uzbekistán)  | Medalla de oro     | C1 200 m           |
| Campeonato Europeo |                          |                    |                    |
| Año                | Lugar                    | Medalla            | Competición        |
| 2022               | Múnich (Alemania)        | Medalla de bronce  | C1 200 m           |
| 2024               | Szeged (Hungría)         | Medalla de oro     | C1 200 m           |
| 2024               | Szeged (Hungría)         | Medalla de plata   | C2 200 m           |
| 2025               | Račice (República Checa) | Medalla de plata   | C1 200 m           |